# Mimobolbus subcariniceps
Mimobolbus subcariniceps är en skalbaggsart som beskrevs av Müller 1941. Mimobolbus subcariniceps ingår i släktet Mimobolbus och familjen Bolboceratidae. Inga underarter finns listade i Catalogue of Life.